# Primeiro Comando da Capital

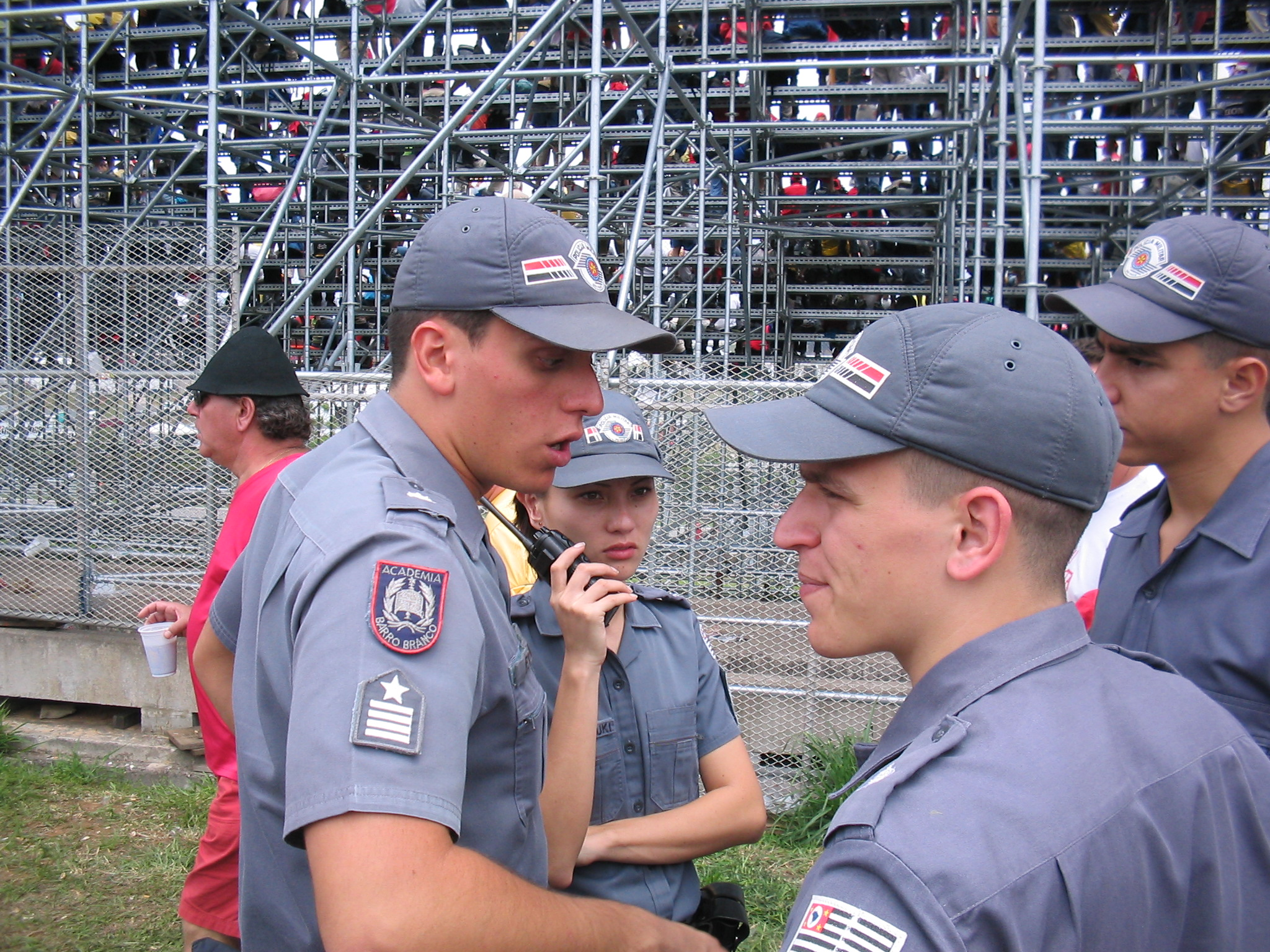
São Paulos militärpolis (Polícia Militar) är det viktigaste målet för PCC:s attacker.

Primeiro Comando da Capital (PCC; portugisiska för Huvudstadens första kommando) är en kriminell organisation i Brasiliens största stad São Paulo.

## Organisation
PCC finansieras delvis av sina medlemmar, som kallas irmãos, bröder. Alla irmãos måste betala en månatlig avgift på 50 real (cirka 200 kronor) när de sitter i fängelse, och 500 real (cirka 2000 kronor) när de lever i frihet. Pengarna används bland annat för att köpa vapen och droger. För att bli medlem av PCC måste man bli introducerad av en medlem och svära en ed om att följa organisationens 16 regler.

## Historia

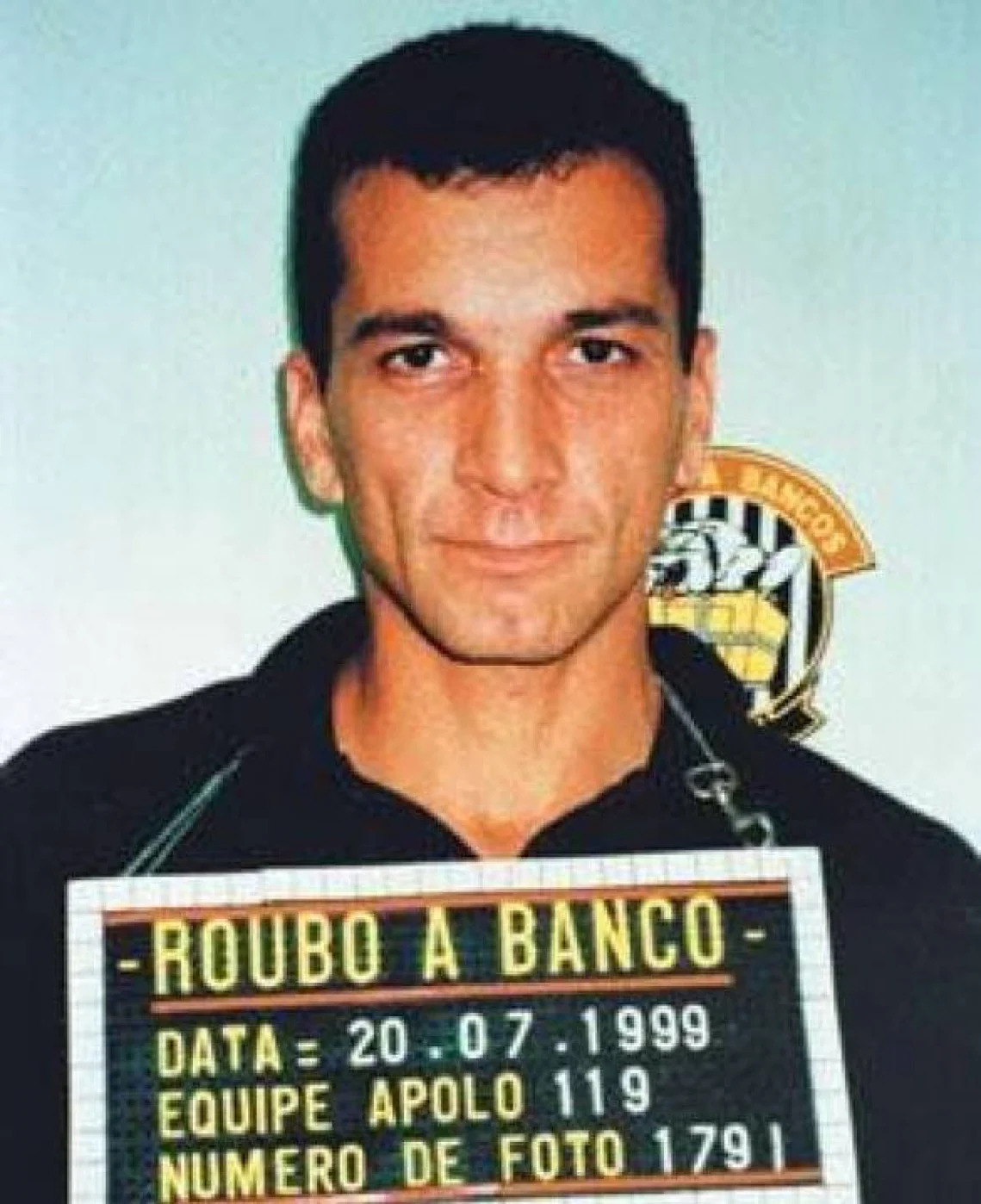

Organisationen bildades 1993 av fångar på Taubaté-anstalten i delstaten São Paulo.
Ett av PCC:s ursprungliga syften var att kämpa mot vad man såg som förtryck i São Paulos fängelser, och att hämnas de 111 fångar som dödades när militärpolis stormade fängelset Carandiru i oktober 1992.
Bland de ursprungliga medlemmarna fanns Misael "Misa" Aparecido da Silva, Wander Eduardo "Cara Gorda" Ferreira, Antônio Carlos Roberto da Paixão, Isaías "Esquisito" Moreira do Nascimento, Ademar dos Santos, Antônio "Bicho Feio" Carlos dos Santos, César "Césinha" Augusto Roris da Silva och José "Geleião" Márcio Felício.
I februari 2001 blev Idemir "Sombra" (Skuggan) Carlos Ambrósio den mest kände PCC-ledaren, när han via telefon koordinerade samtidiga upplopp i 29 fängelser i delstaten São Paulo. 16 intagna dödades under upploppen. "Sombra" misshandlades till döds på Taubaté-anstalten fem månader senare till följd av en intern kamp om makten över PCC. PCC leddes av "Geleião" och "Cesinha", som byggde en allians med den kriminella organisationen Comando Vermelho i Rio de Janeiro.
I november 2002 lämnade Geleião och Cesinha över ledarskapet till Marcos "Marcola" Willians Herbas Camacho. I samband med det sattes ett pris på Geleião och Cesinhas huvud. De anklagades för att ha vittnat för polisen och för att ha skapat en rivaliserande organisation under namnet Terceiro Comando da Capital (Huvudstadens tredje kommando, TCC).
Marcola sitter för närvarande i fängelse för bankrån.

## Attackerna i maj 2006
Från den 12 till den 15 maj 2006 genomförde PCC omfattande koordinerade attacker mot polisstationer och mot enskilda poliser. Samtidigt utbröt upplopp i mer än 80 fängelser i São Paulo och delstaterna i närheten. 41 poliser dödades i attackerna, som möttes av en våldsam motreaktion från polisen.